# NHL (1964/1965)
Sezon NHL 1964-1965 był 48. sezonem ligi NHL. Sześć zespołów rozegrało po 70 meczów w sezonie zasadniczym. Puchar Stanleya zdobyła drużyna Montreal Canadiens. W tym sezonie po raz pierwszy przyznano Conn Smythe Trophy.

## Sezon zasadniczy
M = Mecze, W = Wygrane, P = Przegrane, R = Remisy, PKT = Punkty, GZ = Gole Zdobyte, GS = Gole Stracone, KwM = Kary w Minutach
| Drużyna             | M  | W  | P  | R  | PKT | GZ  | GS  | KwM  |
| ------------------- | -- | -- | -- | -- | --- | --- | --- | ---- |
| Detroit Red Wings   | 70 | 40 | 23 | 7  | 87  | 224 | 175 | 1121 |
| Montreal Canadiens  | 70 | 36 | 23 | 11 | 83  | 211 | 185 | 1033 |
| Chicago Black Hawks | 70 | 34 | 28 | 8  | 76  | 224 | 176 | 1051 |
| Toronto Maple Leafs | 70 | 30 | 26 | 14 | 74  | 204 | 173 | 1068 |
| New York Rangers    | 70 | 20 | 38 | 12 | 52  | 179 | 246 | 760  |
| Boston Bruins       | 70 | 21 | 43 | 6  | 48  | 166 | 253 | 946  |

## Najlepsi strzelcy
| Zawodnik        | Drużyna             | Mecze | Bramki | Asysty | Punkty | Kary w minutach |
| --------------- | ------------------- | ----- | ------ | ------ | ------ | --------------- |
| Stan Mikita     | Chicago Black Hawks | 70    | 28     | 59     | 87     | 154             |
| Norm Ullman     | Detroit Red Wings   | 70    | 42     | 41     | 83     | 70              |
| Gordie Howe     | Detroit Red Wings   | 70    | 29     | 47     | 76     | 104             |
| Bobby Hull      | Chicago Black Hawks | 61    | 39     | 32     | 71     | 32              |
| Alex Delvecchio | Detroit Red Wings   | 68    | 25     | 42     | 67     | 16              |

## Playoffs

### Półfinały
| Detroit Red Wings – Chicago Blackhawks                      | Detroit Red Wings – Chicago Blackhawks | Detroit Red Wings – Chicago Blackhawks | Detroit Red Wings – Chicago Blackhawks | Detroit Red Wings – Chicago Blackhawks | Detroit Red Wings – Chicago Blackhawks |
| Data                                                        | Wyjazd                                 | Wyjazd                                 | Dom                                    | Dom                                    |                                        |
| ----------------------------------------------------------- | -------------------------------------- | -------------------------------------- | -------------------------------------- | -------------------------------------- | -------------------------------------- |
| 1 kwietnia                                                  | Chicago                                | 3                                      | 4                                      | Detroit                                |                                        |
| 4 kwietnia                                                  | Chicago                                | 3                                      | 6                                      | Detroit                                |                                        |
| 6 kwietnia                                                  | Detroit                                | 2                                      | 5                                      | Chicago                                |                                        |
| 8 kwietnia                                                  | Detroit                                | 1                                      | 2                                      | Chicago                                |                                        |
| 11 kwietnia                                                 | Chicago                                | 2                                      | 4                                      | Detroit                                |                                        |
| 13 kwietnia                                                 | Detroit                                | 0                                      | 4                                      | Chicago                                |                                        |
| 15 kwietnia                                                 | Chicago                                | 4                                      | 2                                      | Detroit                                |                                        |
| Chicago wygrało 4:3 i awansowało do finału Pucharu Stanleya |                                        |                                        |                                        |                                        |                                        |

| Montreal Canadiens – Toronto Maple Leafs                   | Montreal Canadiens – Toronto Maple Leafs | Montreal Canadiens – Toronto Maple Leafs | Montreal Canadiens – Toronto Maple Leafs | Montreal Canadiens – Toronto Maple Leafs | Montreal Canadiens – Toronto Maple Leafs | Montreal Canadiens – Toronto Maple Leafs |
| Data                                                       | Wyjazd                                   | Wyjazd                                   | Dom                                      | Dom                                      |                                          |                                          |
| ---------------------------------------------------------- | ---------------------------------------- | ---------------------------------------- | ---------------------------------------- | ---------------------------------------- | ---------------------------------------- | ---------------------------------------- |
| 1 kwietnia                                                 | Toronto                                  | 2                                        | 3                                        | Montreal                                 |                                          |                                          |
| 3 kwietnia                                                 | Toronto                                  | 1                                        | 3                                        | Montreal                                 |                                          |                                          |
| 6 kwietnia                                                 | Montreal                                 | 2                                        | 3                                        | Toronto                                  | Po dogrywce                              |                                          |
| 8 kwietnia                                                 | Montreal                                 | 2                                        | 4                                        | Toronto                                  |                                          |                                          |
| 10 kwietnia                                                | Toronto                                  | 1                                        | 3                                        | Montreal                                 |                                          |                                          |
| 13 kwietnia                                                | Montreal                                 | 4                                        | 3                                        | Toronto                                  | Po dogrywce                              |                                          |
| Montreal wygrał 4:2 i awansował do finału Pucharu Stanleya |                                          |                                          |                                          |                                          |                                          |                                          |

### Finał Pucharu Stanleya
| Montreal Canadiens – Chicago Blackhawks      | Montreal Canadiens – Chicago Blackhawks | Montreal Canadiens – Chicago Blackhawks | Montreal Canadiens – Chicago Blackhawks | Montreal Canadiens – Chicago Blackhawks | Montreal Canadiens – Chicago Blackhawks |
| Data                                         | Wyjazd                                  | Wyjazd                                  | Dom                                     | Dom                                     |                                         |
| -------------------------------------------- | --------------------------------------- | --------------------------------------- | --------------------------------------- | --------------------------------------- | --------------------------------------- |
| 17 kwietnia                                  | Chicago                                 | 2                                       | 3                                       | Montreal                                |                                         |
| 20 kwietnia                                  | Chicago                                 | 0                                       | 2                                       | Montreal                                |                                         |
| 22 kwietnia                                  | Montreal                                | 1                                       | 3                                       | Chicago                                 |                                         |
| 25 kwietnia                                  | Montreal                                | 1                                       | 5                                       | Chicago                                 |                                         |
| 27 kwietnia                                  | Chicago                                 | 0                                       | 6                                       | Montreal                                |                                         |
| 29 kwietnia                                  | Montreal                                | 1                                       | 2                                       | Chicago                                 |                                         |
| 1 maja                                       | Chicago                                 | 0                                       | 4                                       | Montreal                                |                                         |
| Montreal wygrał 4:3 i zdobył Puchar Stanleya |                                         |                                         |                                         |                                         |                                         |

## Nagrody
| Art Ross Trophy:              | Stan Mikita, Chicago Blackhawks                   |
| Calder Memorial Trophy:       | Roger Crozier, Detroit Red Wings                  |
| Hart Memorial Trophy:         | Bobby Hull, Chicago Blackhawks                    |
| Lady Byng Memorial Trophy:    | Bobby Hull, Chicago Blackhawks                    |
| Vezina Trophy:                | Terry Sawchuk i Johnny Bower, Toronto Maple Leafs |
| James Norris Memorial Trophy: | Pierre Pilote, Chicago Blackhawks                 |
| Conn Smythe Trophy:           | Jean Beliveau, Montreal Canadiens                 |